# غالب بن بشر الأسدي
غالب بن بشر الأسدي, صحابي من قَبيلة بني أسد وكان من حكمائهم وأشرافهم, اعتنق الإسلام وهو كبير في العمر وعندما إدعى طليحة بن خويلد الأسدي النبوة أنحاز عنه وإعتزله وبقي على الإسلام وكان معه الصحابي غسان بن حبيش الأسدي، وقد ذكره وَثِيمَةُ فِي كتاب «الردة».